# Lekkoatletyka na Letnich Igrzyskach Olimpijskich 1956 – sztafeta 4 × 100 m mężczyzn
Sztafetę 4 × 100 metrów mężczyzn podczas XVI Letnich Igrzysk Olimpijskich w Melbourne rozegrano 30 listopada (eliminacje) i 1 grudnia 1956 (półfinały i finał) na  stadionie Melbourne Cricket Ground. Zwycięzcą została sztafeta Stanów Zjednoczonych, która biegła w składzie: Ira Murchison, Leamon King, Thane Baker i Bobby Joe Morrow. W finale ustanowiła rekord świata z czasem 39,5 s.

## Rekordy
|                   | Reprezentacja     | Zawodnicy                                             | Czas | Data                 | Miejsce |
| ----------------- | ----------------- | ----------------------------------------------------- | ---- | -------------------- | ------- |
| Rekord świata     | Stany Zjednoczone | Jesse Owens, Ralph Metcalfe, Foy Draper, Frank Wykoff | 39,8 | 9 sierpnia 1936(dts) | Berlin  |
| Rekord olimpijski | Stany Zjednoczone | Jesse Owens, Ralph Metcalfe, Foy Draper, Frank Wykoff | 39,8 | 9 sierpnia 1936(dts) | Berlin  |

## Wyniki
| Poz. - pozycja |
| – rekord świata \| – rekord krajowy \| – rekord życiowy \| = – wyrównany rekord życiowy \| · – najlepszy wynik w sezonie \| = – wyrównany najlepszy wynik w sezonie \| – rekord olimpijski |
| Fn – falstart \| DNF – nie ukończyła \| DNS – nie wystartowała \| DSQ – zdyskwalifikowana                                                                                                  |

### Eliminacje
18 sztafet przystąpiło do biegów eliminacyjnych. Rozegrano cztery biegi. Do półfinałów awansowały po trzy najlepsze sztafety w każdym biegu (Q).

#### Bieg 1
| Poz. | Państwo           | Zawodnicy                                                     | Rezultat | Uwagi |
| ---- | ----------------- | ------------------------------------------------------------- | -------- | ----- |
| 1    | Stany Zjednoczone | Ira Murchison, Leamon King, Thane Baker, Bobby Joe Morrow     | 40,5     | Q     |
| 2    | Wielka Brytania   | Kenneth Box, Roy Sandstrom, David Segal, Brian Shenton        | 41,2     | Q     |
| 3    | Pakistan          | Muhammad Sharif Butt, Ghulam Raziq, Abdul Aziz, Abdul Khaliq  | 41,3     | Q     |
| 4    | Wenezuela         | Alfonso Bruno, Apolinar Solórzano, Clive Bonas, Rafael Romero | 42,0     |       |
| 5    | Liberia           | Edward Martins, Emmanuel Putu, George Johnson, James Roberts  | 44,7     |       |

#### Bieg 2
| Poz. | Państwo   | Zawodnicy                                                              | Rezultat | Uwagi |
| ---- | --------- | ---------------------------------------------------------------------- | -------- | ----- |
| 1    | Australia | Gavin Carragher, Ted McGlynn, Ray Land, Hector Hogan                   | 40,6     | Q,    |
| 2    | Francja   | René Bonino, Konstantin Lissenko, Jocelyn Delecour, Alain David        | 40,8     | Q     |
| 3    | Niemcy    | Lothar Knörzer, Leonhard Pohl, Heinz Fütterer, Manfred Germar          | 40,8     | Q     |
| 4    | Tajlandia | Vanchak Voradilok, Paiboon Vacharapan, Montri Srinaka, Sneh Wongchaoom | 44,2     |       |

#### Bieg 3
| Poz. | Państwo  | Zawodnicy                                                             | Rezultat | Uwagi |
| ---- | -------- | --------------------------------------------------------------------- | -------- | ----- |
| 1    | ZSRR     | Łeonid Barteniew, Boris Tokariew, Jurij Konowałow, Władimir Suchariew | 40,7     | Q     |
| 2    | Włochy   | Franco Galbiati, Giovanni Ghiselli, Luigi Gnocchi, Vincenzo Lombardo  | 41,6     | Q     |
| 3    | Brazylia | João Pires Sobrinho, José da Conceição, Ary de Sá, Jorge de Barros    | 41,6     | Q     |
| 4    | Kanada   | Stan Levenson, Dick Harding, Jack Parrington, Joe Foreman             | 41,7     |       |
| 5    | Etiopia  | Beyene Legesse, Bekele Haile, Roba Negousse, Abebe Hailou             | 44,3     |       |

#### Bieg 4
| Poz. | Państwo             | Zawodnicy                                                         | Rezultat | Uwagi |
| ---- | ------------------- | ----------------------------------------------------------------- | -------- | ----- |
| 1    | Polska              | Marian Foik, Janusz Jarzembowski, Edward Szmidt, Zenon Baranowski | 40,9     | Q     |
| 2    | Węgry               | Sándor Jakabfy, Géza Varasdi, György Csányi, Béla Goldoványi      | 41,5     | Q     |
| 3    | Japonia             | Masaji Tajima, Kanji Akagi, Akira Kiyofuji, Kyohei Ushio          | 42,2     | Q     |
| –    | Protektorat Nigerii | Titus Erinle, Rafiu Oluwa, Edward Ajado, Abdul Karim Amu          | DSQ      |       |

### Półfinały
Rozegrano dwa biegi. Do finału awansowały po trzy najlepsze sztafety w każdym biegu (Q).

#### Bieg 1
| Poz. | Państwo           | Zawodnicy                                                            | Rezultat | Uwagi |
| ---- | ----------------- | -------------------------------------------------------------------- | -------- | ----- |
| 1    | Stany Zjednoczone | Ira Murchison, Leamon King, Thane Baker, Bobby Joe Morrow            | 40,3     | Q     |
| 2    | Polska            | Marian Foik, Janusz Jarzembowski, Edward Szmidt, Zenon Baranowski    | 41,0     | Q     |
| 3    | Włochy            | Franco Galbiati, Giovanni Ghiselli, Luigi Gnocchi, Vincenzo Lombardo | 41,1     | Q     |
| 4    | Francja           | René Bonino, Konstantin Lissenko, Jocelyn Delecour, Alain David      | 41,3     |       |
| 5    | Węgry             | Sándor Jakabfy, Géza Varasdi, György Csányi, Béla Goldoványi         | 41,5     |       |
| 6    | Brazylia          | João Pires Sobrinho, José da Conceição, Ary de Sá, Jorge de Barros   | 43,8     |       |

#### Bieg 2
| Poz. | Państwo         | Zawodnicy                                                             | Rezultat | Uwagi |
| ---- | --------------- | --------------------------------------------------------------------- | -------- | ----- |
| 1    | ZSRR            | Łeonid Barteniew, Boris Tokariew, Jurij Konowałow, Władimir Suchariew | 40,3     | Q     |
| 2    | Niemcy          | Lothar Knörzer, Leonhard Pohl, Heinz Fütterer, Manfred Germar         | 40,5     | Q     |
| 3    | Wielka Brytania | Kenneth Box, Roy Sandstrom, David Segal, Brian Shenton                | 40,6     | Q,    |
| 4    | Australia       | Gavin Carragher, Ted McGlynn, Ray Land, Hector Hogan                  | 40,8     |       |
| 5    | Pakistan        | Muhammad Sharif Butt, Ghulam Raziq, Abdul Aziz, Abdul Khaliq          | 40,8     |       |
| 6    | Japonia         | Masaji Tajima, Kanji Akagi, Akira Kiyofuji, Kyohei Ushio              | 41,3     |       |

### Finał
| Poz. | Państwo           | Zawodnicy                                                             | Rezultat | Uwagi |
| ---- | ----------------- | --------------------------------------------------------------------- | -------- | ----- |
| 1    | Stany Zjednoczone | Ira Murchison, Leamon King, Thane Baker, Bobby Joe Morrow             | 39,5     | [ 1 ] |
| 2    | ZSRR              | Łeonid Barteniew, Boris Tokariew, Jurij Konowałow, Władimir Suchariew | 39,8     | [ 4 ] |
| 3    | Niemcy            | Lothar Knörzer, Leonhard Pohl, Heinz Fütterer, Manfred Germar         | 40,3     |       |
| 4    | Włochy            | Franco Galbiati, Giovanni Ghiselli, Luigi Gnocchi, Vincenzo Lombardo  | 40,3     |       |
| 5    | Wielka Brytania   | Kenneth Box, Roy Sandstrom, David Segal, Brian Shenton                | 40,6     | =     |
| 6    | Polska            | Marian Foik, Janusz Jarzembowski, Edward Szmidt, Zenon Baranowski     | 40,6     |       |